# Первое Отделение
Пе́рвое Отделе́ние (Раздо́льное)  — населённый пункт Сосновского сельсовета Бековского района Пензенской области.

## География
Первое Отделение расположено на юго-западе Бековского района. Расстояние до районного центра рп Беково — 22 км, до административного центра сельсовета село Сосновка — 7 км.

## История
Населённый пункт основан в середине XX века как отделение совхоза «Вертуновский», с целью выращивания сахарной свёклы для её переработки на Бековском сахарном заводе. В 1968 году — в составе Сосновского сельсовета Бековского района. 
Ранее административный центр Раздольновского сельсовета, упразднённого в 2010 году (территория вошла в Сосновский сельсовет) Бековского района Пензенской области.

## Население
| 2010 | 2011 |
| ---- | ---- |
| 90   | →90  |

На 1 января 2004 года в селе имелось 60 хозяйств, число жителей — 200 человек, на 1 января 2007 года число жителей составило 166 человек. На 1 января 2011 года численность населения составила 90 человек.
| Численность населения по годам, чел. | Численность населения по годам, чел. | Численность населения по годам, чел. | Численность населения по годам, чел. | Численность населения по годам, чел. |
| 1959                                 | 1979                                 | 1989                                 | 1996                                 | 2004                                 |
| ------------------------------------ | ------------------------------------ | ------------------------------------ | ------------------------------------ | ------------------------------------ |
| 416                                  | ↘151                                 | ↗288                                 | ↘280                                 | ↘200                                 |
| 2007                                 | 2010                                 |                                      |                                      |                                      |
| ↘166                                 | ↘90                                  |                                      |                                      |                                      |

## Инфраструктура
Населённый пункт негазифицирован, имеется централизованное водоснабжение. В Раздольном имеется фельдшерско-акушерский пункт. С 2012 года в здании бывшей Раздольновской основной общеобразовательной школы функционирует летний лагерь труда и отдыха «Раздолье».
В 500 м от Раздольного проходит автодорога регионального значения Беково — Сосновка — Варварино, в 9 км расположена станция Вертуновская Юго-Восточной железной дороги, на которой останавливаются пассажирские поезда дальнего следования.

## Улицы
- Барачная;
- Сельсоветская;
- Торговая;
- Фермерская.

## Фотогалерея

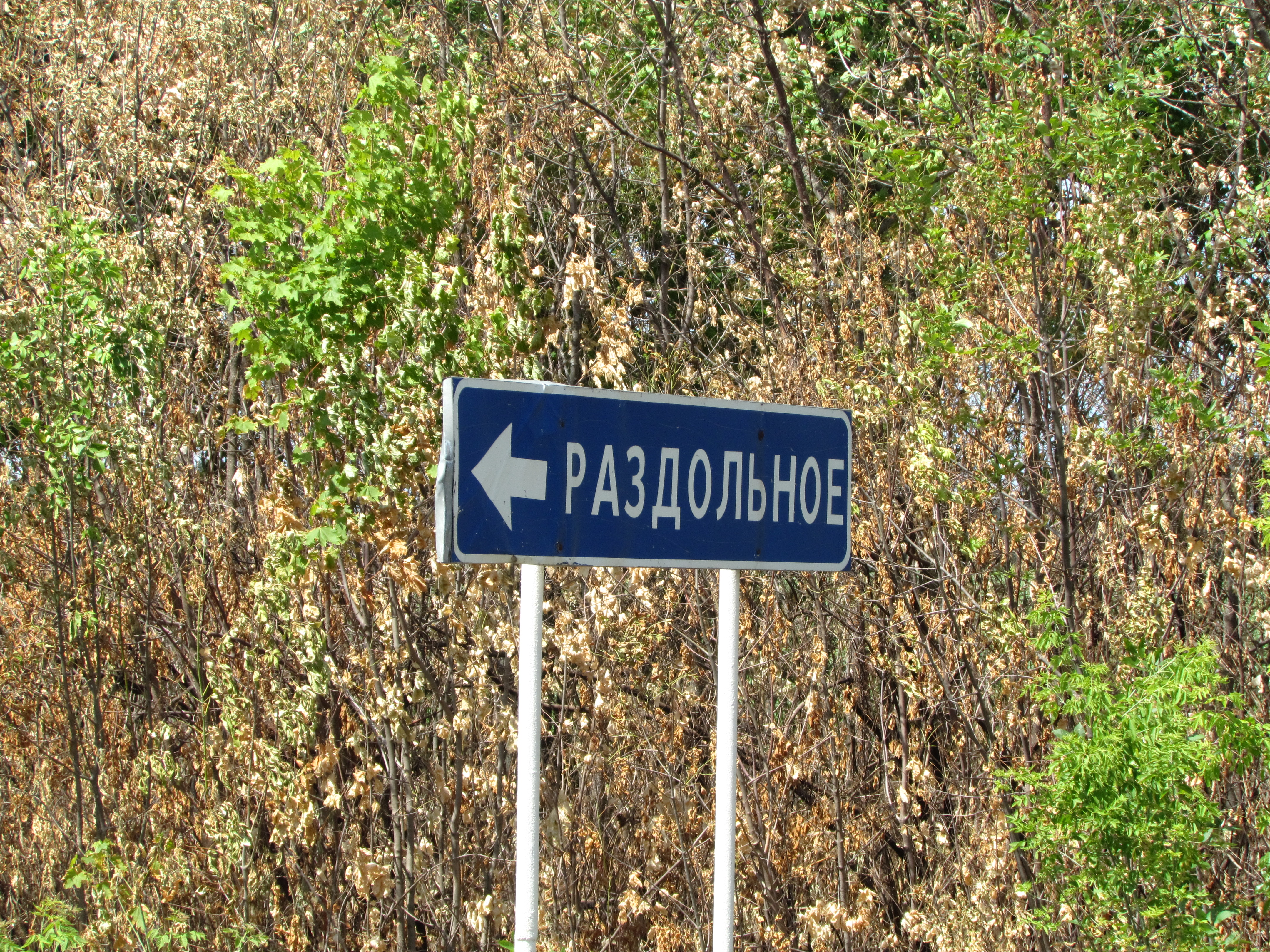
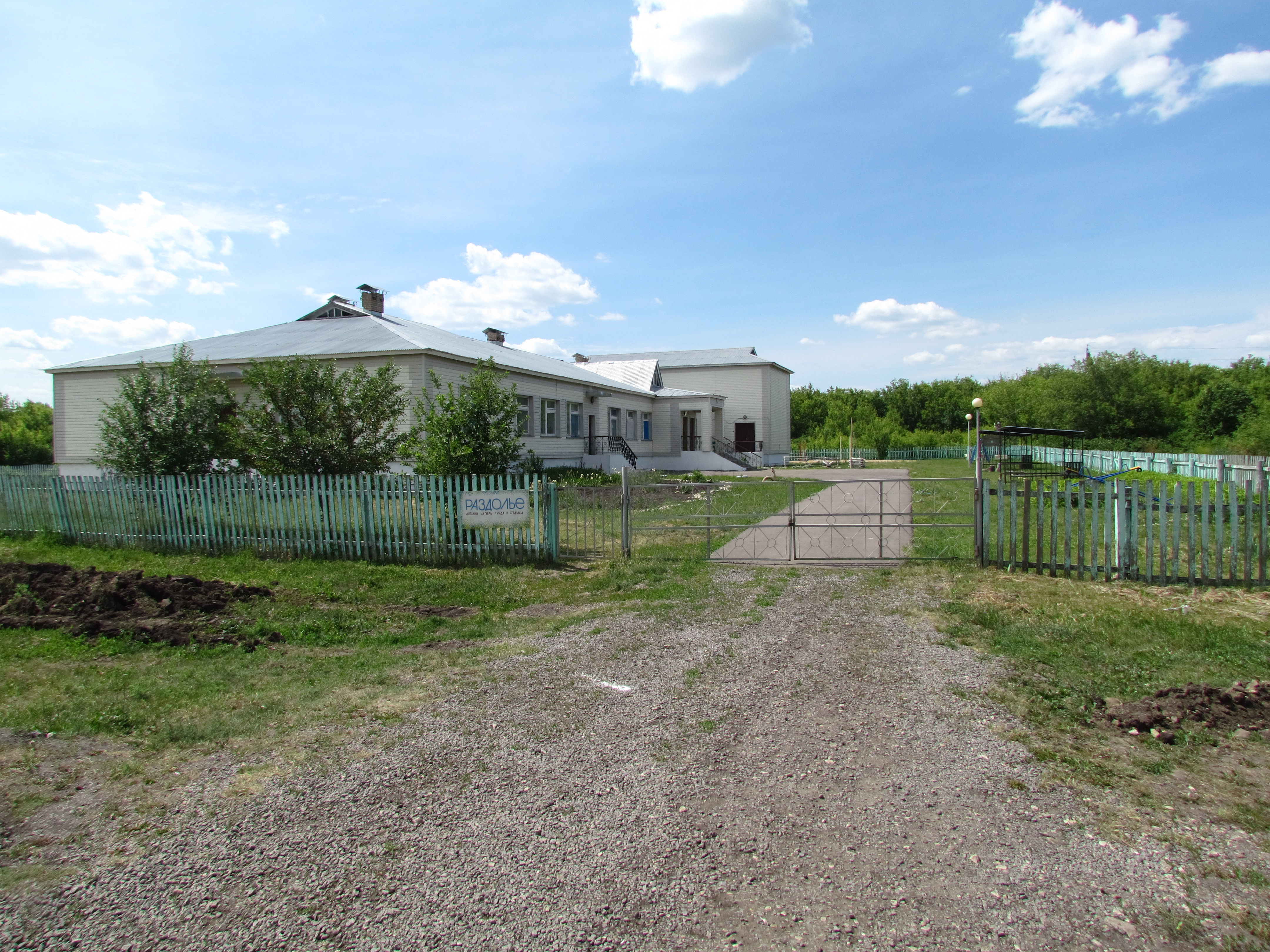
Летний лагерь труда и отдыха «Раздолье»
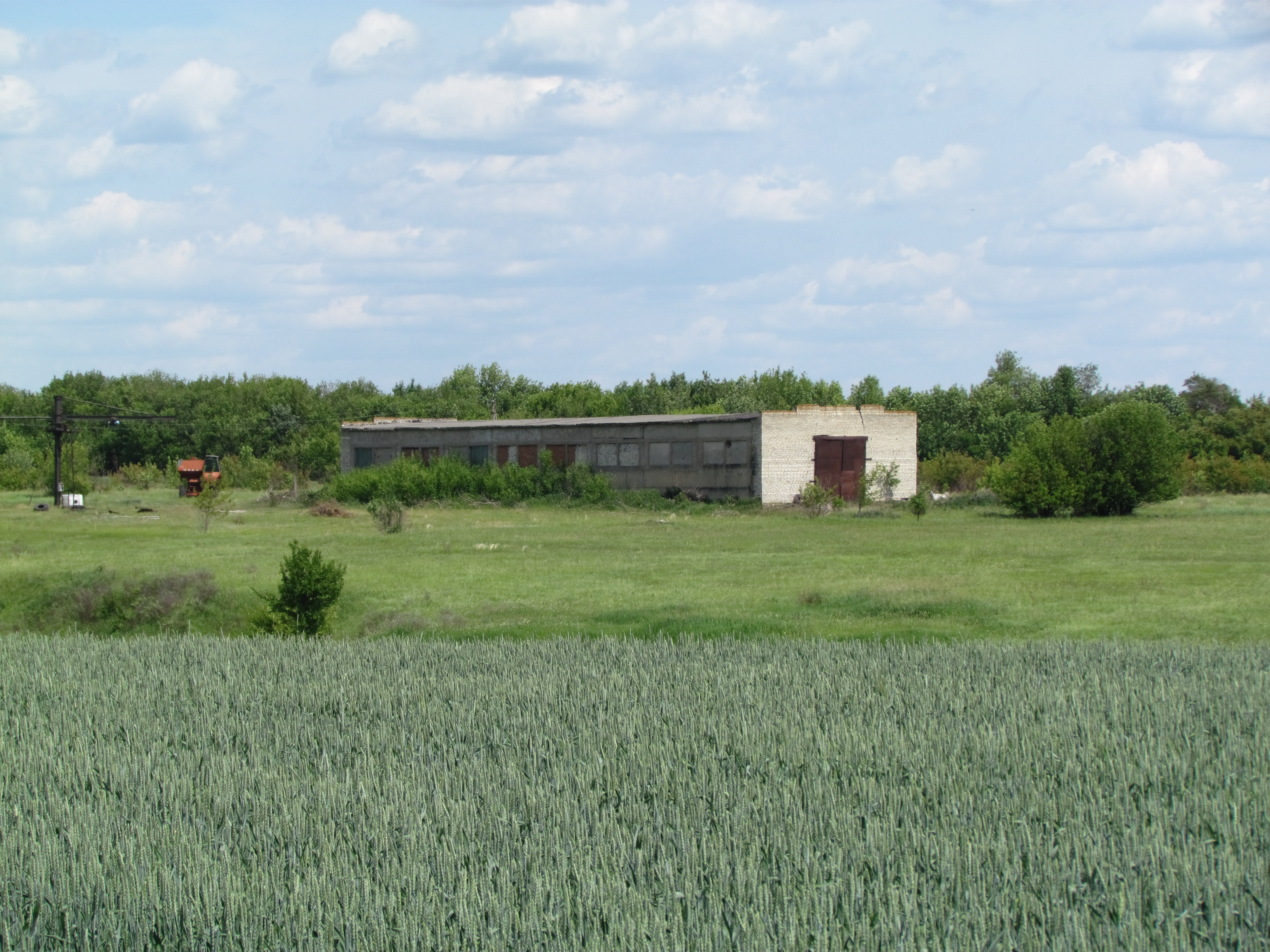
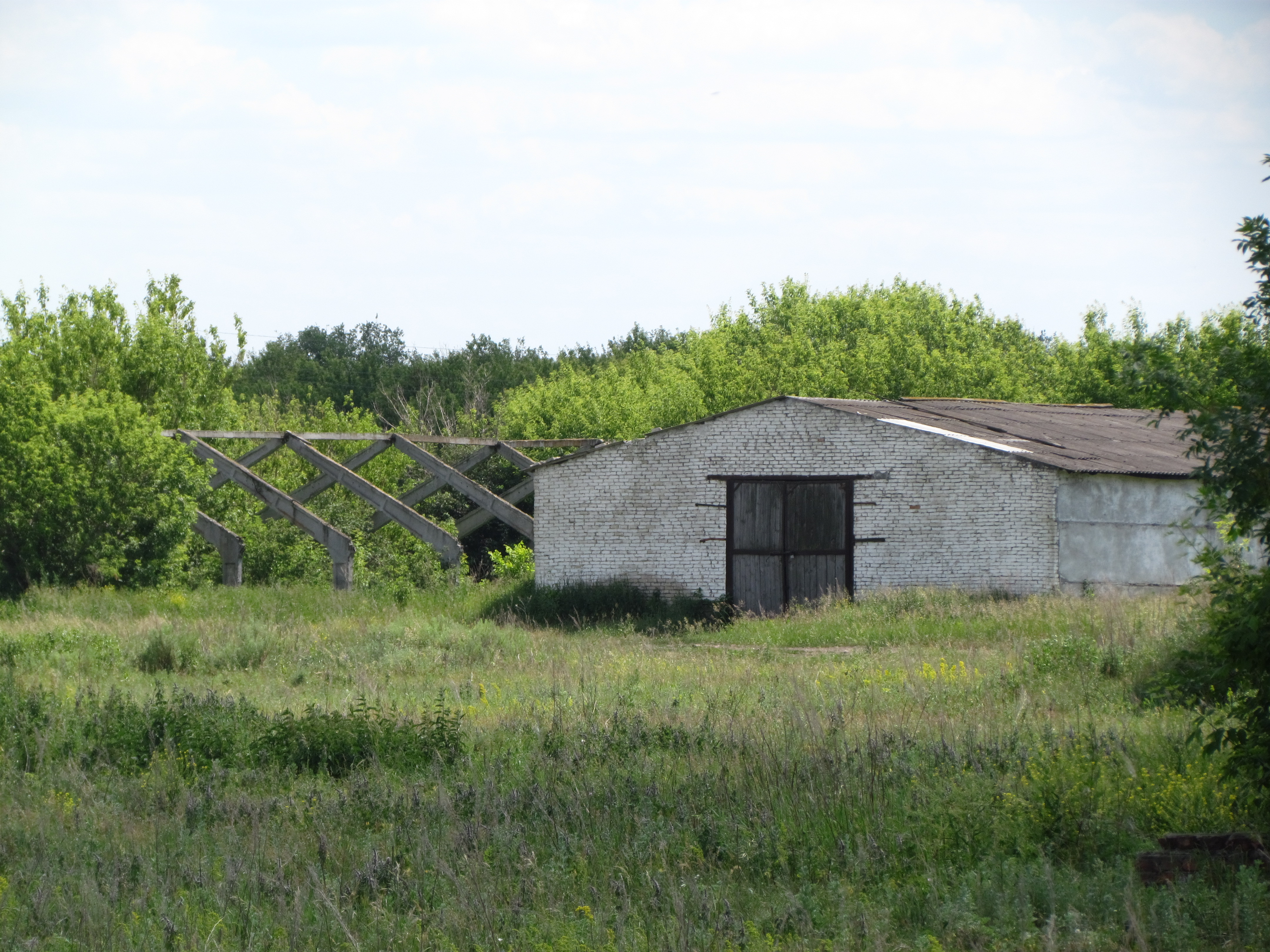
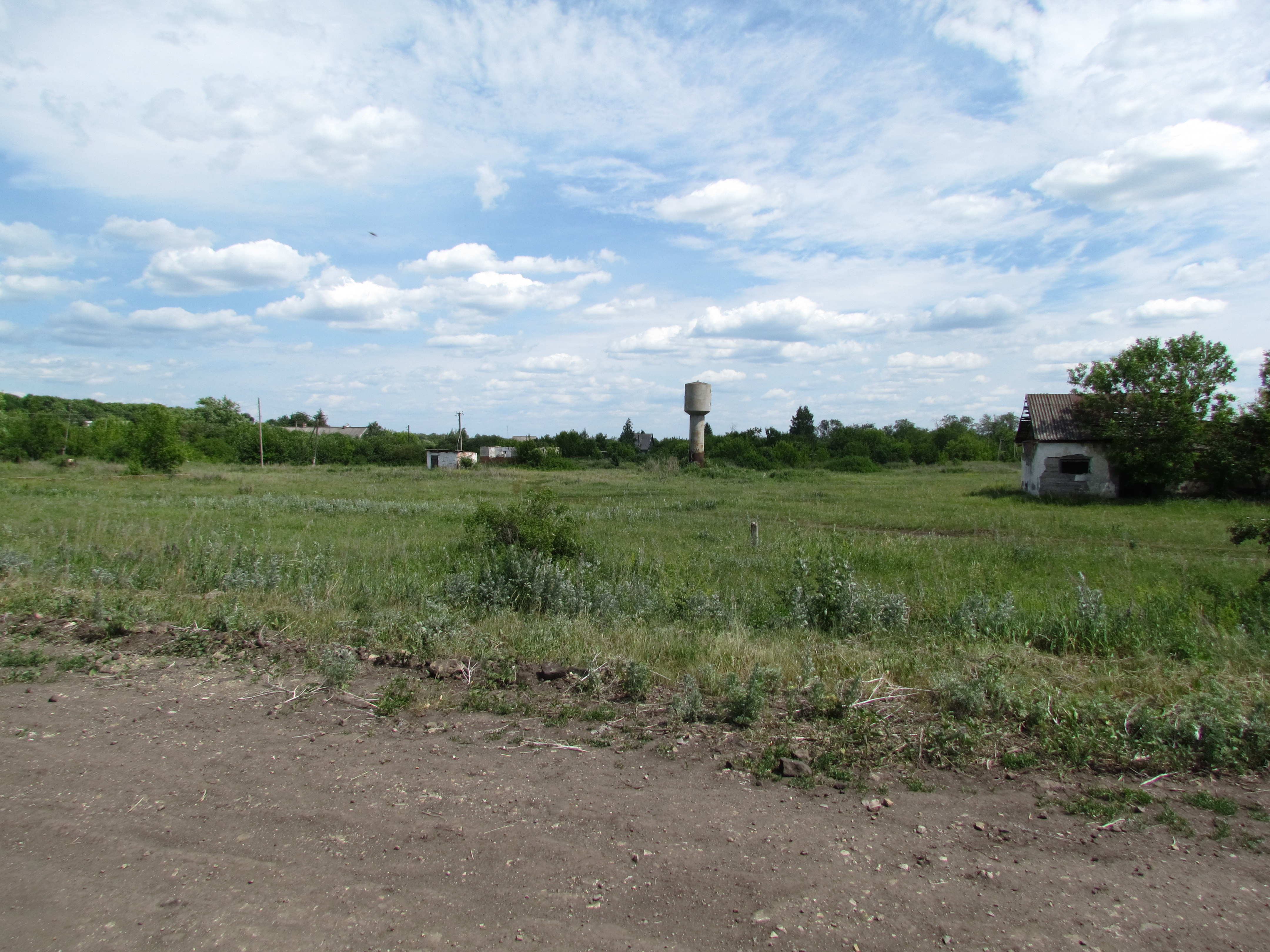
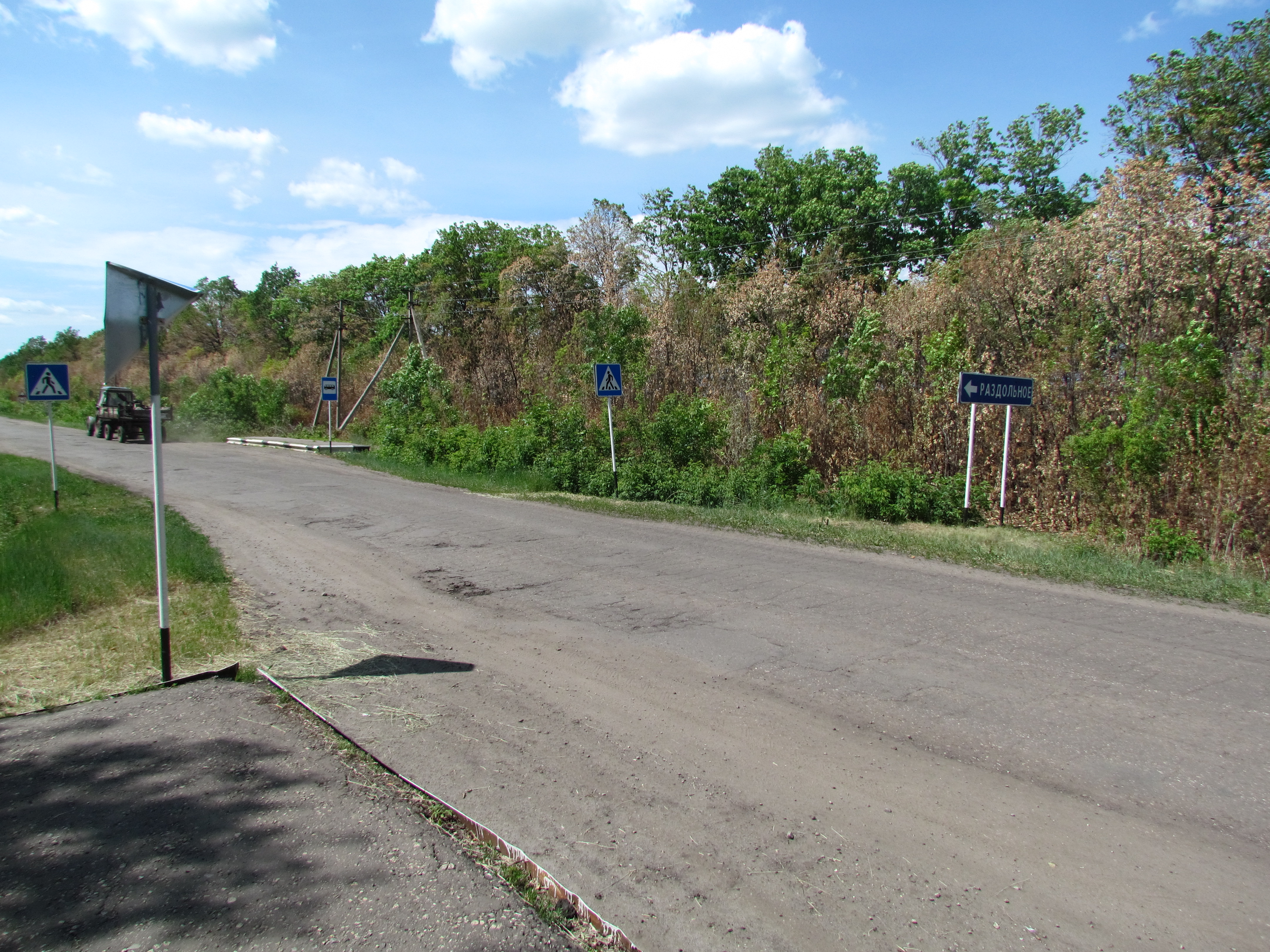
Автобусная остановка
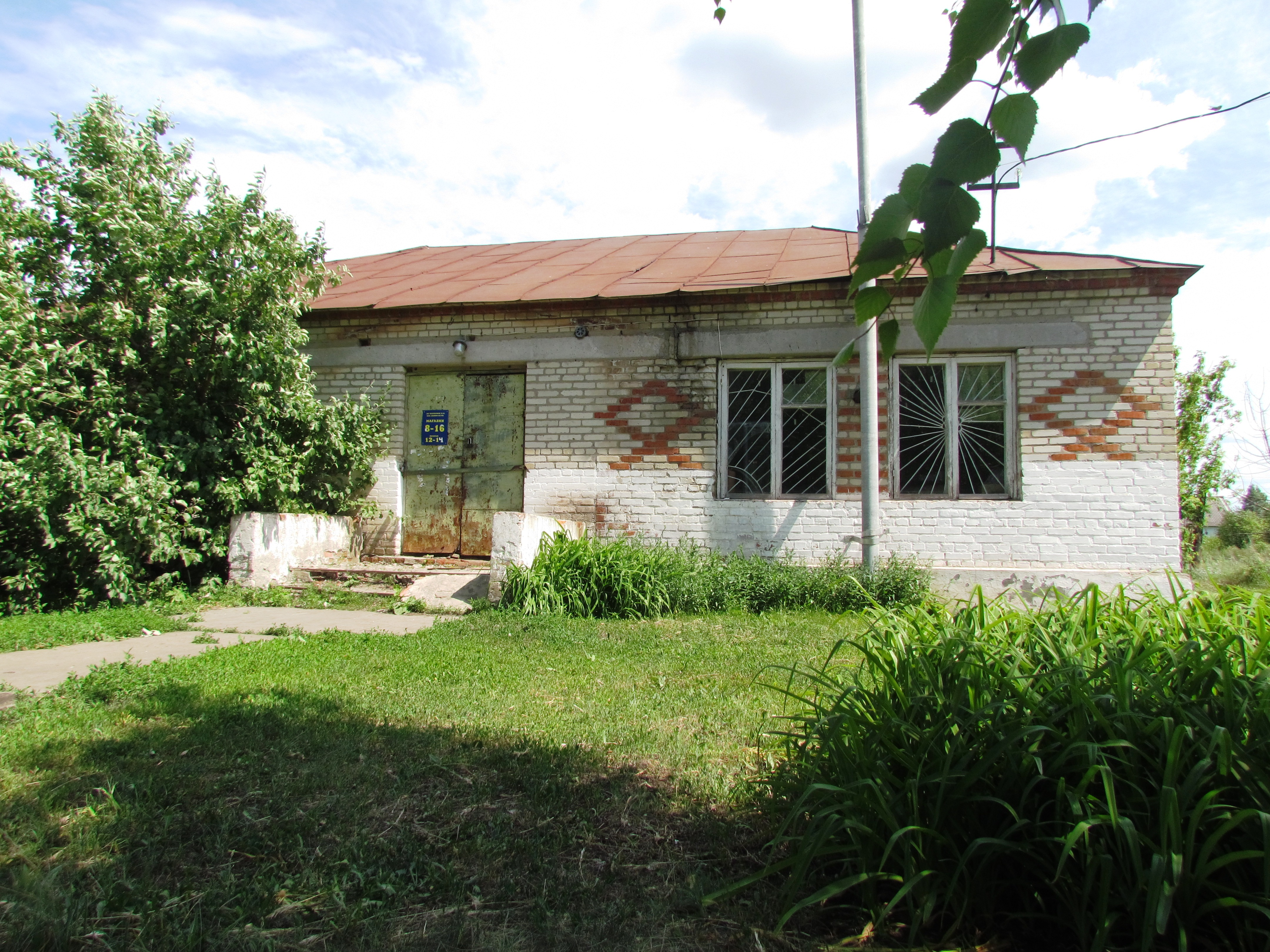
Магазин
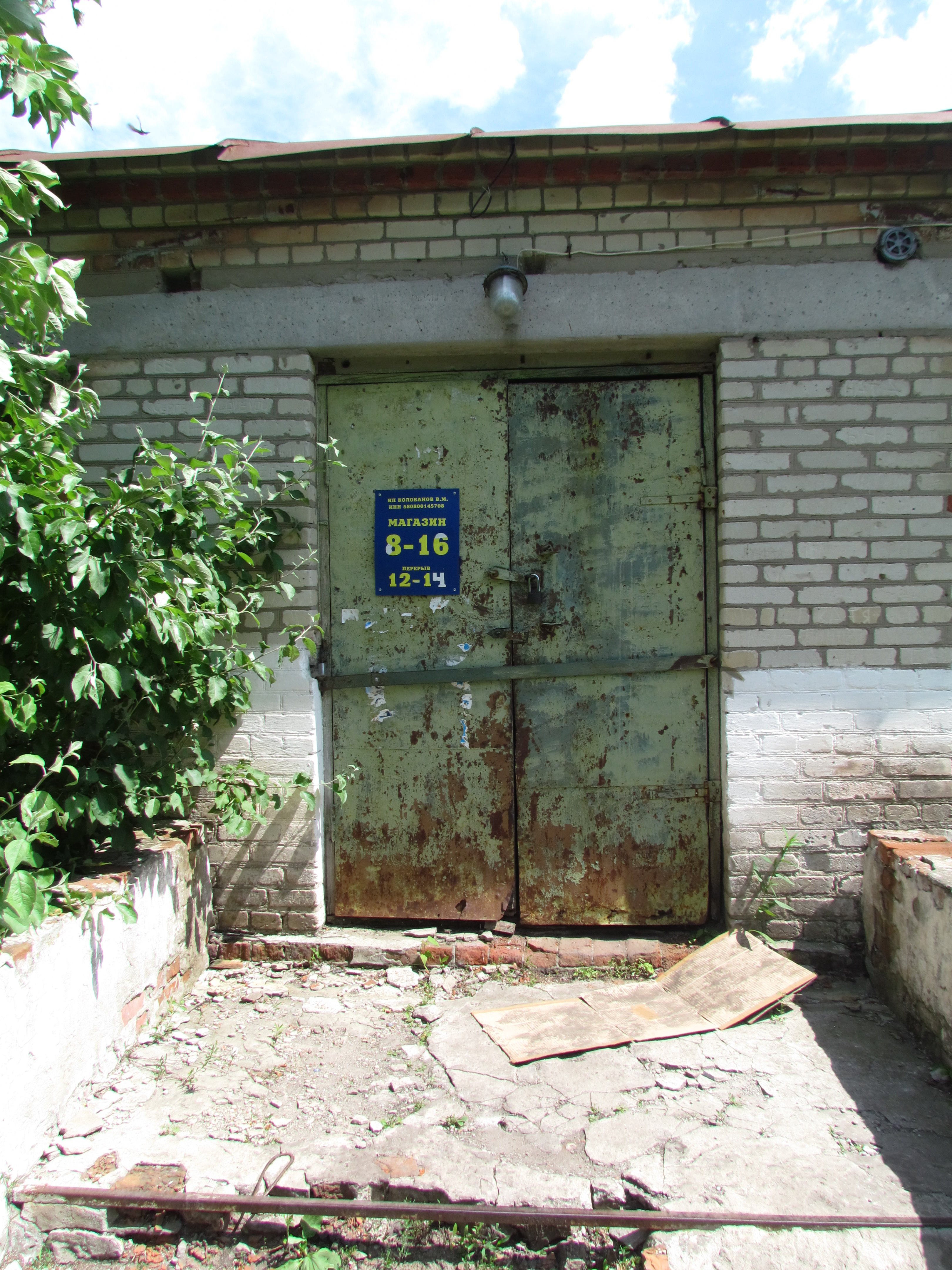
Магазин
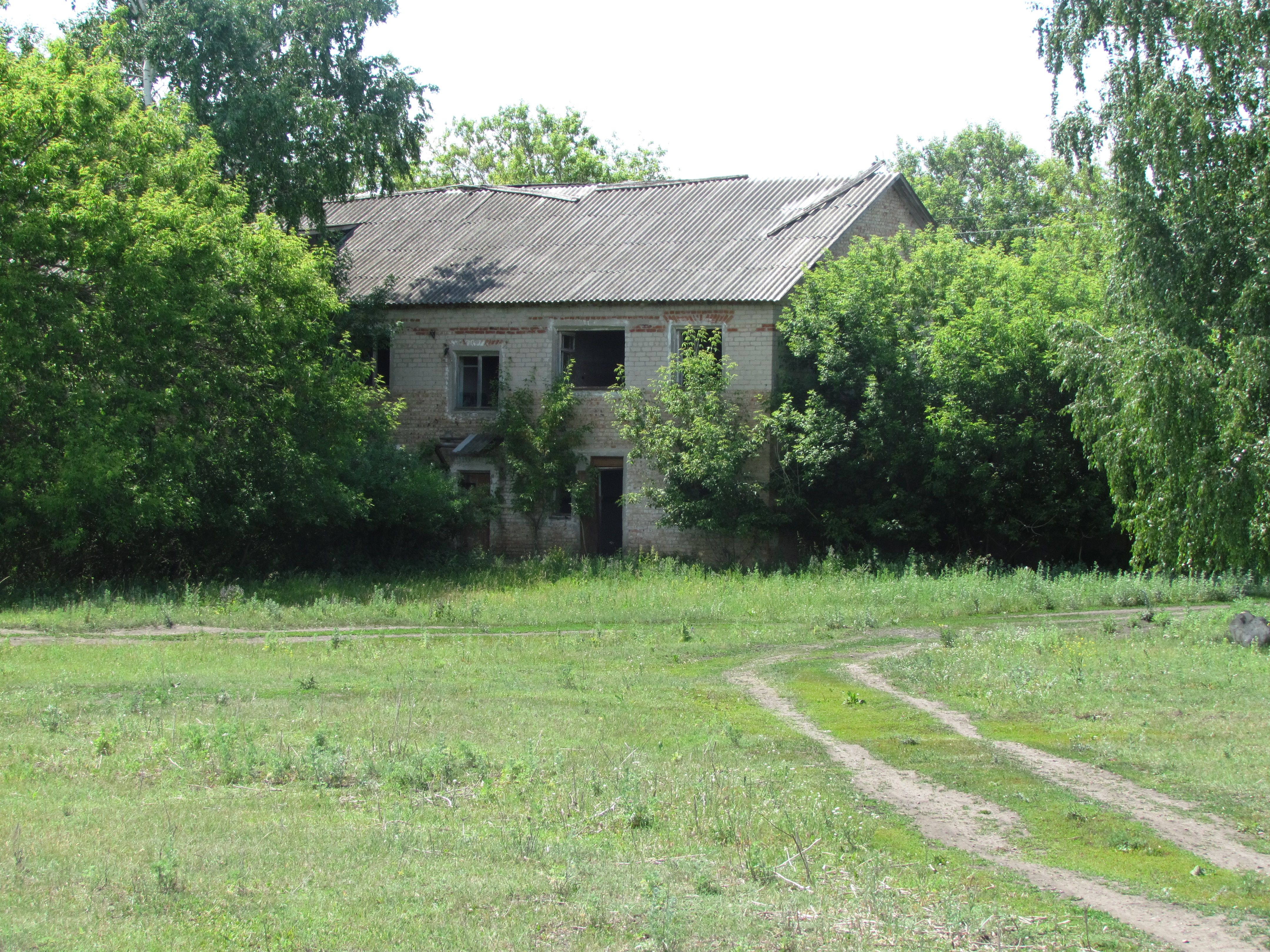
Заброшенное здание общежития